# 이찬갑
이찬갑(1904년 ~ 1974년)은 평북 정주군에서 태어났고, 풀무학교를 설립한 농민운동가. 호는 밝맑. 무교회주의 운동가. 독립운동가이며 오산학교 설립자인 이승훈 선생의 조카 손자이다. 역사학자 이기백과 국어학자 이기문이 아들이며, 소설가 이인성(1953년 ~ )이 손자다. 
씨알 함석헌의 오산학교 동급생. 1958년 주옥로와 함께 충남 홍성에 풀무농업기술학교를 설립했다.